# Oak Grove (South Carolina)
Oak Grove is een plaats (census-designated place) in de Amerikaanse staat South Carolina, en valt bestuurlijk gezien onder Lexington County.

## Demografie
Bij de volkstelling in 2000 werd het aantal inwoners vastgesteld op 8183.

## Geografie
Volgens het United States Census Bureau beslaat de plaats een oppervlakte van
17,6 km², waarvan 17,5 km² land en 0,1 km² water.

## Plaatsen in de nabije omgeving
De onderstaande figuur toont nabijgelegen plaatsen in een straal van 8 km rond Oak Grove.